# Plagiopsetta gracilis
Plagiopsetta gracilis är en fiskart som beskrevs av Mihara och Amaoka 2004. Plagiopsetta gracilis ingår i släktet Plagiopsetta och familjen Samaridae. Inga underarter finns listade i Catalogue of Life.